# Comstock Park
Comstock Park es un lugar designado por el censo ubicado en el condado de Kent en el estado estadounidense de Míchigan. En el Censo de 2010 tenía una población de 10088 habitantes y una densidad poblacional de 1.001,54 personas por km².

## Geografía
Comstock Park se encuentra ubicado en las coordenadas 43°2′39″N 85°40′35″O / 43.04417, -85.67639. Según la Oficina del Censo de los Estados Unidos, Comstock Park tiene una superficie total de 10.07 km², de la cual 10.05 km² corresponden a tierra firme y (0.23%) 0.02 km² es agua.

## Demografía
Según el censo de 2010, había 10088 personas residiendo en Comstock Park. La densidad de población era de 1.001,54 hab./km². De los 10088 habitantes, Comstock Park estaba compuesto por el 78.69% blancos, el 7.97% eran afroamericanos, el 0.74% eran amerindios, el 1.17% eran asiáticos, el 0.05% eran isleños del Pacífico, el 7.39% eran de otras razas y el 3.98% pertenecían a dos o más razas. Del total de la población el 14.31% eran hispanos o latinos de cualquier raza.

## Educación
Las Escuelas Públicas de Comstock Park sirve Comstock Park.